# Шолс (Индиана)
Шолс (англ. Shoals) — город и административный центр округа Мартин в штате Индиана в Соединённых Штатах Америки.
Согласно данным переписи населения США 2020 года число жителей города 
составляло 677 человек, что, для такого небольшого населённого пункта, существенно меньше, чем было во время предыдущей переписи проводившейся в 2010 году (756 человек).

## История
Поселение было основано в 1844 году и первоначально называлось «Мемфис». Первое отделение Почтовой службы США открылось в Шолсе в 1869 году.
В начале XX века Шолс был известен своими перламутровыми пуговицами, которые делали из мидий реки Уайт.

## География
Город Шолс расположен к югу от центра округа Мартин. Восточный рукав реки Уайт-Ривер протекает через центр города, направляясь на юг и запад.
Согласно данным Бюро переписи населения США, город имеет общую площадь 1,92 квадратных мили (4,97 км2), из которых 1,82 квадратных мили (4,71 км2) приходится на сушу и 0,10 квадратных миль (0,26 км2 или 4,95%) — на водную поверхность.

## Климат
Климат в этой области характеризуется жарким влажным летом и, как правило, мягкой или прохладной зимой. Согласно системе классификации климата Кёппена, в Шолсе влажный субтропический климат, на климатических картах обозначаемый аббревиатурой «Cfa».